# Független Kisgazda-, Földmunkás- és Polgári Párt
Die Független Kisgazda-, Földmunkás- és Polgári Párt (deutsch: „Unabhängige Kleinlandwirte-, Landarbeiter- und Bürger-Partei“), kurz meist Független Kisgazdapárt (FKgP; „Unabhängige Partei der Kleinlandwirte“), ist eine ländlich-agrarische, national-konservative und rechtspopulistische Partei in Ungarn.
Sie wurde 1930 gegründet, war in Opposition zum autoritären Regime des Reichsverwesers Horthy und leistete im Zweiten Weltkrieg Widerstand gegen die deutsche Besatzung. In der Zeit unmittelbar nach dem Krieg war sie als Sammlungspartei des bürgerlichen Lagers stärkste Kraft in Ungarn (1945: 57 Prozent). Unter sowjetischem Druck wurde sie aber schrittweise entmachtet und 1949 aufgelöst. 1988 wurde sie wiedergegründet. An die alten Erfolge konnte die Partei im postkommunistischen Ungarn allerdings nicht mehr anknüpfen. Während der 1990er Jahre erhielt sie um 10 Prozent der Stimmen, seit den Parlamentswahlen 2002 ist sie nicht mehr im Parlament vertreten.

## Von der Gründung 1930 bis 1944
Die FKgP wurde am 12. Oktober 1930 in Békés unter maßgeblicher Beteiligung des früheren Parlamentspräsidenten Gaszton Gaál, des Abgeordneten Tibor Eckhardt, des evangelisch-reformierten Pastors Zoltán Tildy und des Bauernfunktionärs Ferenc Nagy gegründet. Eine Vorläuferin war die Országos Kisgazda- és Földműves Párt (Nationale Kleinlandwirte- und Bauernpartei) von István Szabó, die 1922 in der Egységes Párt (Einheitspartei) von Ministerpräsident István Bethlen aufgegangen war. Tibor Eckhardt war zuvor Mitglied der rechtsextremen Magyar Nemzeti Függetlenségi Párt (Ungarischen Nationalen Unabhängigkeitspartei) von Gyula Gömbös.
Die FKgP positionierte sich als Interessenvertretung der Kleinlandwirte, strebte aber auch danach, den Lebensstandard der Landarbeiter und der städtischen Mittelklasse zu verbessern. Nicht zuletzt zielte die Politik der FKgP auf eine großangelegte Landreform ab, die die zum Teil noch existierenden Großgrundbesitz-Strukturen abschaffen sollte. In ihrer ideologischen Orientierung war die FKgP christlich ausgerichtet.
In den 1930er bis 1944 war die FKgP eine Oppositionspartei im Rahmen des autoritären Regierungssystems unter Reichsverweser Admiral Miklós Horthy. Bei der Parlamentswahl 1931 kam die FKgP mit 11,5 % der Stimmen auf den dritten Platz, erhielt aber nur 10 Sitze im Reichstag. Bei der Wahl von 1935 konnte sie sich auf 19,6 % der Stimmen und 22 Sitze steigern, war damit zweitstärkste Partei hinter der herrschenden Nationalen Einheitspartei. Bei der letzten Wahl vor dem Zweiten Weltkrieg 1939 ging sie auf 15,4 % und 14 Sitze zurück.
Während der Besatzung Ungarns durch Nazideutschland (ab März 1944) und der Kollaborationsregierung der faschistischen Pfeilkreuzler war die Kleinlandwirtepartei verboten. In der Illegalität schloss sie sich mit der kommunistischen „Friedenspartei“ und den Sozialdemokraten zur antifaschistischen Magyar Front (Ungarischen Front) zusammen. Der im Widerstand aktive Journalist und FKgP-Politiker Endre Bajcsy-Zsilinszky wurde im November 1944 verhaftet und anschließend erhängt.

## Nachkriegszeit (1945–1949)

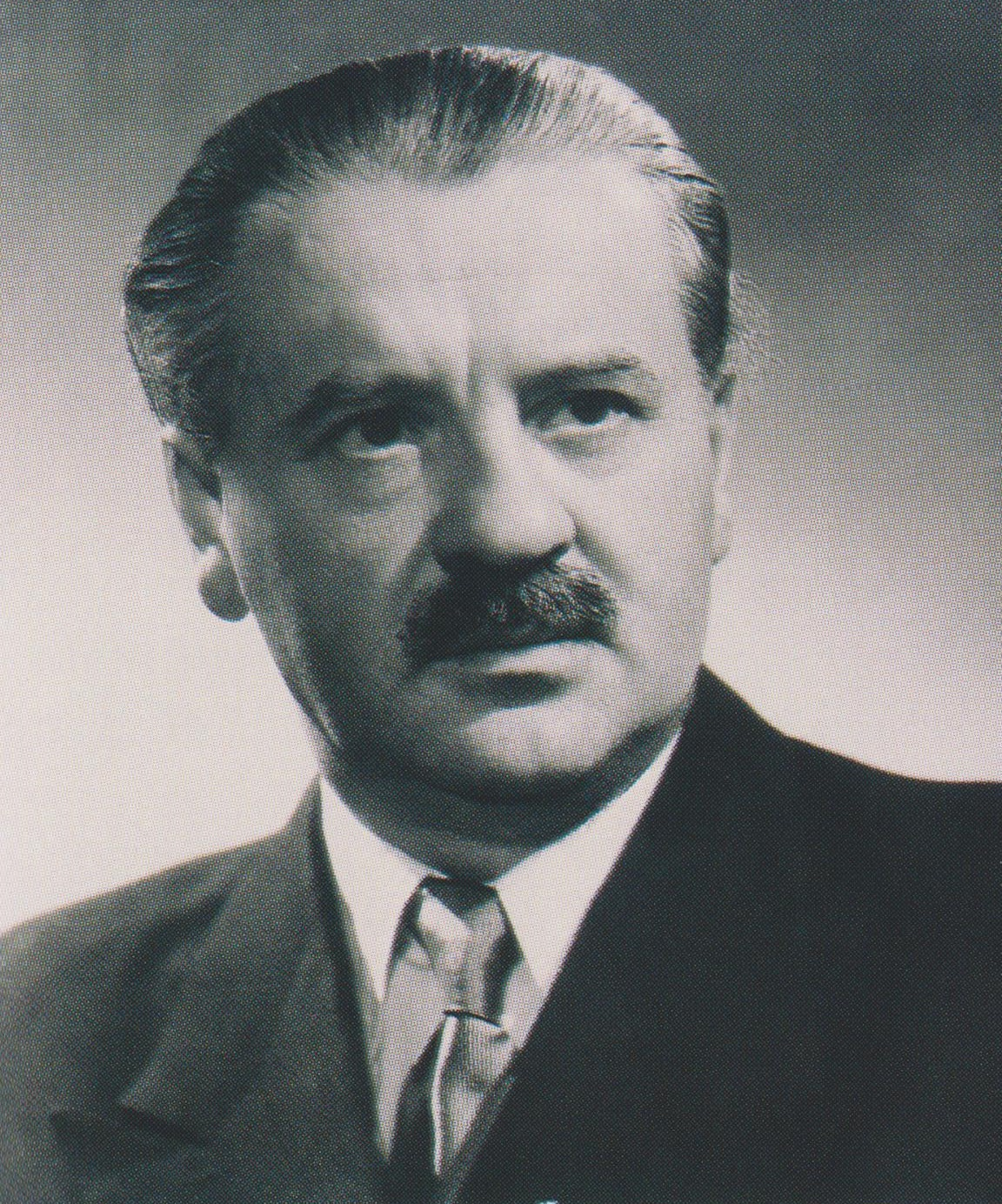
Zoltán Tildy (1946)

Ab dem 22. Dezember 1944 stellte die FKgP drei Mitglieder der demokratischen Gegenregierung von Béla Miklós in Debrecen, die die Sowjetunion im von deutscher Besatzung befreiten Teil Ungarns einrichtete. In der interimistischen Nationalversammlung hatte die FKgP 57 der 230 Sitze, war somit hinter den Kommunisten zweitstärkste Kraft.

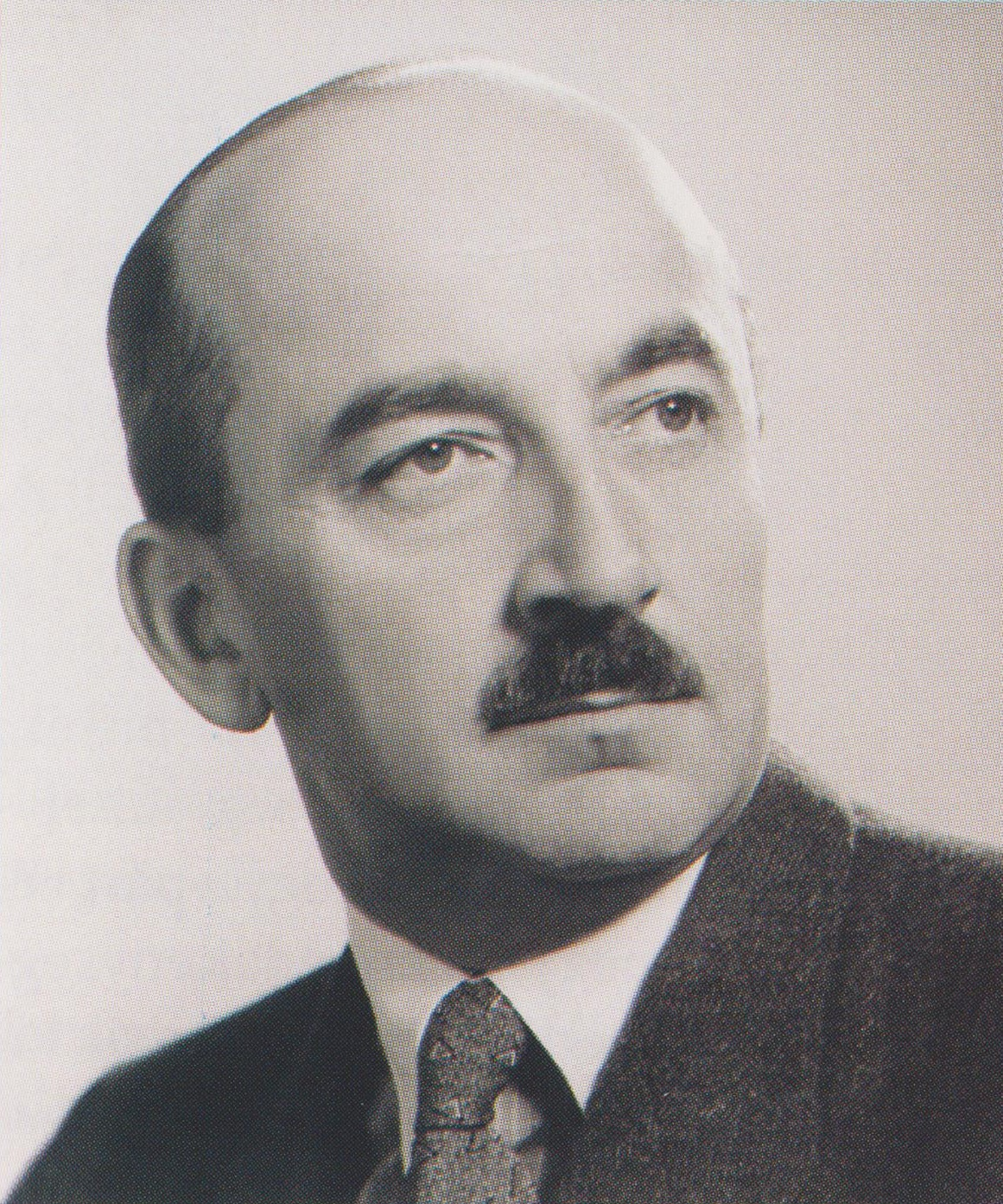
Ferenc Nagy (1946)

Bei den Parlamentswahlen im November 1945 gewann die FKgP mit 57 Prozent der Wählerstimmen eine deutliche Mehrheit, während Kommunisten und Sozialdemokraten sich jeweils mit 14 Prozent der Wählerstimmen begnügen mussten. Der Parteiführer Zoltán Tildy wurde daraufhin Ministerpräsident. Auf Drängen der sowjetischen Besatzungsmacht, vertreten durch Marschall Kliment Woroschilow, bildete er einer Allparteienregierung mit Ministern der Kleinlandwirte-, Kommunistischen, Sozialdemokratischen und Nationalen Bauernpartei. Nach Ausrufung der Republik wurde Zoltán Tildy am 2. Februar 1946 deren erster Präsident. Sein Nachfolger im Amt des Ministerpräsidenten war Ferenc Nagy. Der rechte Flügel der FKgP um Dezső Sulyok, der die Zusammenarbeit mit den Kommunisten ablehnte, wurde im März 1946 aus der Partei ausgeschlossen und bildete die oppositionelle Magyar Szabadság Párt (Ungarische Freiheitspartei).
Obwohl die Kommunistische Partei zu diesem Zeitpunkt nur 17 Parlamentsmitglieder stellte, setzte die sowjetische Besatzungsmacht mittels „Salamitaktik“ eine schrittweise Entmachtung der Kleinlandwirtepartei und Machtübernahme der Kommunisten durch. Die sowjetische Militärpolizei verhaftete im Februar 1947 den FKgP-Generalsekretär Béla Kovács wegen einer angeblichen Verschwörung und deportierte ihn nach Sibirien. Zoltán Pfeiffer vom konservativen Parteiflügel, der den zunehmenden Einfluss der Kommunisten kritisch sah, verließ im März 1947 die Kleinlandwirtepartei und gründete vier Monate später mit Anhängern der inzwischen aufgelösten Freiheitspartei die Magyar Függetlenségi Párt (Ungarische Unabhängigkeitspartei). Ende Mai 1947 zwangen die Sowjets, unterstützt von der Staatsschutzabteilung, die dem kommunistischen Innenminister László Rajk unterstand, Ministerpräsident Nagy zum Rücktritt und ins Exil. Anschließend führte Lajos Dinnyés vom linken Flügel der Kleinlandwirtepartei die Regierung. Im Juni 1947 wurde Landwirtschaftsminister István Dobi, ebenfalls ein Vertreter des linken Parteiflügels, Vorsitzender der FKgP. Béla Varga, von Februar 1946 bis Juli 1947 Parlamentspräsident, emigrierte in die USA.
Bei der unter massivem Druck der Besatzungsmacht abgehaltenen Parlamentswahl im August 1947 erreichte die FKgP noch 15,4 Prozent – hinter den Kommunisten mit 22 Prozent. Dennoch blieb Lajos Dinnyés noch bis Dezember 1948 Regierungschef. Die faktische Macht ging jedoch zunehmend auf den stellvertretenden Ministerpräsidenten Mátyás Rákosi über, insbesondere nach der Zwangsvereinigung der Kommunistischen und der Sozialdemokratischen Partei zur Magyar Dolgozók Pártja (MDP; Partei der Ungarischen Werktätigen) im Juni 1948.
Staatspräsident Zoltán Tildy musste Ende Juli 1948 nach Korruptionsvorwürfen gegen seinen Schwiegersohn zurücktreten. Neues Staatsoberhaupt wurde Árpád Szakasits von der Partei der Ungarischen Werktätigen. Der FKgP-Vorsitzende István Dobi, der bereit war, sich den Kommunisten weitgehend unterzuordnen, löste im Dezember 1948 Lajos Dinnyés als Ministerpräsident ab. Die große Mehrheit der Minister in seinem Kabinett gehörte der herrschenden MDP an.

## 1949 und 1956, Auflösung und Verbot der FKgP
Am 1. Februar 1949 ordnete sich die Kleinlandwirtepartei in die kommunistisch dominierte Magyar Függetlenségi Népfront (Volksfront für die Ungarische Unabhängigkeit) ein, wurde somit zur Blockpartei. Nach der Scheinwahl im Mai 1949 und der Ausrufung der Volksrepublik Ungarn wurde die FKgP – wie alle Parteien außer der Partei der Ungarischen Werktätigen – aufgelöst. István Dobi trat der MDP bei und blieb noch 1952 Vorsitzender des Ministerrats – dieses Amt hatte jedoch keine Macht mehr. Tatsächlich herrschte der Erste Sekretär der Partei der Ungarischen Werktätigen, Mátyás Rákosi, als Diktator.
Während des Ungarischen Volksaufstands im Oktober 1956 lebte die FKgP kurzzeitig wieder auf. Der nach acht Jahren Lagerhaft in Sibirien nach Ungarn zurückgekehrte Béla Kovács wurde Parteivorsitzender. Der frühere FKgP-Vorsitzende Zoltán Tildy wurde als Staatsminister in die Volksregierung von Imre Nagy aufgenommen, Béla Kovács wurde Landwirtschaftsminister. Nach der Niederschlagung des Volksaufstands durch Truppen des Warschauer Paktes wurde die FKgP in Ungarn offiziell verboten.

## Die FKgP seit 1988

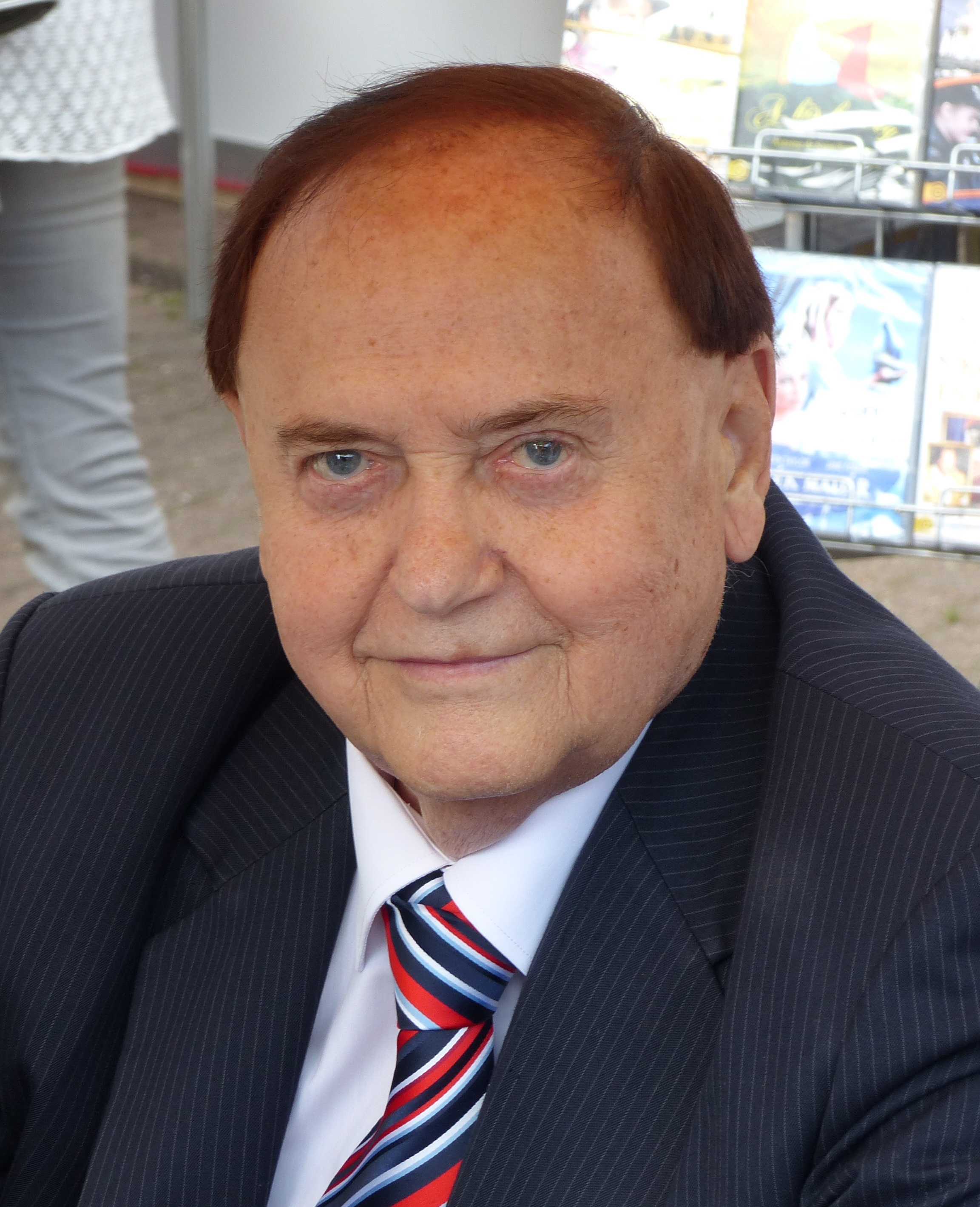
József Torgyán

Nachdem die Ungarische Sozialistische Arbeiterpartei unter Károly Grósz ihr Machtmonopol mit einem neuen Vereinigungs- und Versammlungsgesetz etwas lockerte, wurde die FKgP im November 1988 wiedergegründet. Bei den ersten Parlamentswahlen nach dem Systemwechsel im April 1990 erhielt die FKgP 11 % der Wählerstimmen und damit 44 Parlamentssitze. Damit war die FKgP drittstärkste Partei im ungarischen Parlament, nach dem Ungarischen Demokratischen Forum (MDF) und der Bund Freier Demokraten (SzDSz). Die FKgP war Mitglied im ersten Kabinett von József Antall (MDF), trat jedoch bereits 1991 nach politischem Streit über die Rückgabe enteigneten Landes aus der Regierung aus. Der Parteiflügel, der weiterhin Teil der Regierung sein wollte, verließ daraufhin die FKgP und bildete die Egyesült Kisgazdapárt (EKGP; Vereinigte Kleinlandwirtepartei), geführt von Landwirtschaftsminister János Szabó.
Vorsitzender der FKgP war von 1991 bis 2002 József Torgyán. Unter seiner Führung nahm die Partei eine rechtspopulistische Ausrichtung an. Bei der Parlamentswahl 1994 fiel die Kleinlandwirtepartei auf 8,8 % der Stimmen und 26 Sitze zurück. Vier Jahre später steigerte sie sich wieder auf 13,8 %, das beste Ergebnis in der jüngeren Geschichte der Partei. Mit 48 Parlamentssitzen war sie drittstärkste Kraft im Parlament. Anschließend ging sie eine Mitte-rechts-Koalition mit dem siegreichen Fidesz und dem geschwächten MDF ein. In Viktor Orbáns erstem Kabinett stellte die FKgP von 1998 bis 2002 die Minister für Landwirtschaft, Verteidigung und Umwelt. In dieser Zeit geriet der Parteivorsitzende Torgyán wegen zweifelhafter Umstände der Finanzierung seiner Villa sowie ausgedehnten Dienstreisen in die Kritik. Zudem wurde die Leistung der FKgP-Minister überwiegend negativ bewertet.
Bei der Parlamentswahl vom 7. und 21. April 2002 stürzte die FKgP auf 0,8 % der Stimmen ab, seitdem ist sie nicht mehr im ungarischen Parlament vertreten. Ehemalige FKgP-Sympathisanten wandten sich überwiegend Fidesz zu, der seither das rechte Spektrums Ungarns dominiert. Auch bei den Parlamentswahlen vom April 2006 konnte die FKgP, die nun mit der MIÉP und Jobbik kooperierte, nicht mehr reüssieren.

## Liste der Parteivorsitzenden
| Zoltán Tildy                        | 1945–1947 |
| István Dobi                         | 1947–1949 |
| Tivadar Pártay                      | 1988–1989 |
| Vince Vörös                         | 1989–1990 |
| Ferenc József Nagy                  | 1990–1991 |
| Ferenc József Nagy + József Torgyán | 1991      |
| József Torgyán                      | 1991–2002 |
| Miklós Réti                         | 2002–2005 |
| Péter Hegedűs                       | 2005–2017 |
| Károly Balogh                       | 2017–2018 |
| Roland Hajdara                      | 2018–2020 |
| Károly Balogh                       | seit 2020 |

## Wahlergebnisse
| Jahr | Stimmen   | Prozent | Mandate |
| ---- | --------- | ------- | ------- |
| 1945 | 2.697.262 | 57,03   | 245     |
| 1947 | 766.000   | 15,34   | 68      |
| 1990 | 576.315   | 11,37   | 44      |
| 1994 | 476.272   | 8,82    | 26      |
| 1998 | 597.820   | 13,15   | 48      |
| 2002 | ?         | 0,8     | --      |
| 2006 | ?         | ?       | --      |